# Halberstadt
Halberstadt là một đô thị ở huyện Harz, trong bang Sachsen-Anhalt, Đức. Đô thị Athenstedt có diện tích 142,97 km².